# Pulau Liran
Pulau Liran är en ö i Indonesien.   Den ligger i provinsen Moluckerna, i den sydöstra delen av landet, 2 100 km öster om huvudstaden Jakarta. Arean är 24,1 kvadratkilometer.
Terrängen på Pulau Liran är lite kuperad. Öns högsta punkt är 404 meter över havet. Den sträcker sig 10,5 kilometer i nord-sydlig riktning, och 4,6 kilometer i öst-västlig riktning.